# 윤신영
윤신영(尹信榮, 1987년 5월 22일 ~ )은 대한민국의 축구 선수이며 포지션은 수비수이다.

## 축구인 경력

### 선수 경력
2009년 대전 시티즌에 입단하였다. 데뷔 시즌 많은 경기에 출전하지 못하자 광주 상무 입대를 지원하여 2010 시즌부터 광주 상무에 활약하기 시작하였다. 상무에서의 2번째 시즌인 2011 시즌 중반, K리그 승부조작 사건이 터진 후 사건에 연루된 선수들이 징계를 받자 상무 선수단에 전력 누수가 생겼고 이후 주전 수비수로 도약하였다.
전역 후 대전으로 복귀하였으나 2011 시즌 종료 후 팀을 떠났고 2012년 입단 테스트를 거쳐 자유 계약 신분으로 경남 FC에 입단하였다. 경남에서의 첫 시즌 주전 센터백으로 도약하여 리그 31경기에 출전하였다. 4월 29일 제주와의 리그 경기에서 홍정호에게 가한 태클이 올림픽을 앞둔 홍정호에게 장기 부상을 입혀 논란이 되기도 하였다. 이후 윤신영은 트위터를 통해 홍정호와 팬들에게 사과의 글을 남겼다.
2014년 중국 슈퍼리그의 장쑤 순톈으로 이적했으나 별다른 활약을 보여주지 못한 채 2015년 친정팀인 대전 시티즌으로 이적하며 1년 만에 국내 무대로 복귀하였다.
하지만 시즌 중반부터 부상 등의 이유로 출전기회를 많이 잡지 못하였고, 시즌 막판 다시 출전하였으나 끝내 대전의 강등을 피하지는 못하였다.
2016년 대전과의 계약기간이 만료되어 FA신분으로 J2리그 레노파 야마구치 FC로 이적했다.
2017년 1월, 1년 만에 대전 시티즌으로 복귀하였다.
2020시즌을 앞두고 부천 FC 1995로 이적했다. 이 시즌을 마친 이후 34세라는 비교적 이른 나이에 은퇴했다.